# Lanterne d'Aristote

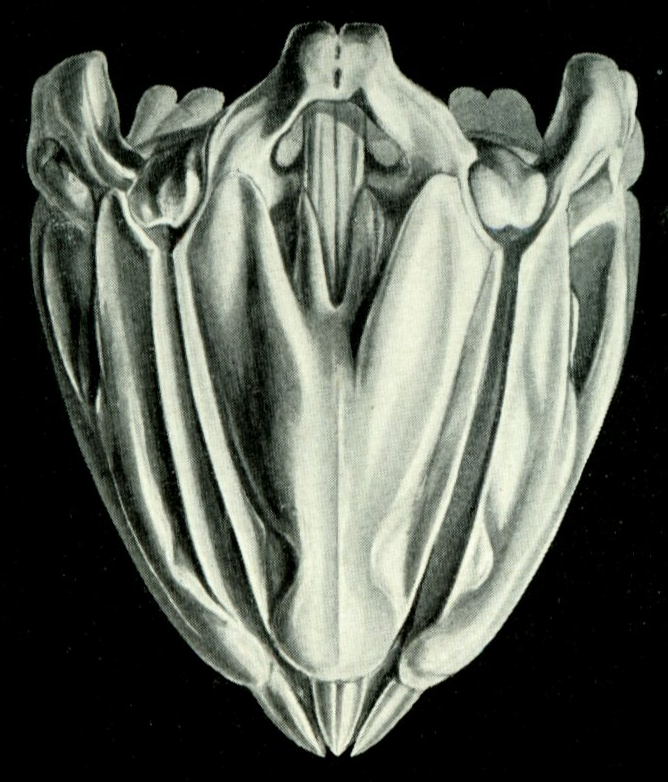
Dessin d'Ernst Haeckel : Lanterne d'Aristote vue de profil et dents en haut (l'espèce est un Sphaerechinus granularis).

La lanterne d'Aristote est l'appareil masticateur des oursins.

## Description
L'appareil masticatoire des oursins réguliers est situé dans l'orifice buccal (« péristome »), qui se trouve généralement au centre de la face inférieure (appelée « face orale ») de l'animal, c'est-à-dire au contact du substrat. L'appareil lui-même est de forme pyramidale à cinq arêtes ; il se compose de cinq « mâchoires » fenestrées portant chacune une longue dent calcaire en forme de crochet, toutes ensemble pouvant se réunir à leur pointe ; seule leur extrémité dépasse du péristome et est donc visible de l'extérieur de l'animal vivant. Les mâchoires sont alternées de pièces squelettiques appelées « compas », et qui assurent la souplesse de l'ensemble, et articulées par des « rotules »,. L'ensemble de l'appareil comporte 50 os et 60 muscles. La symétrie pentaradiaire (symétrie radiale d'ordre 5) caractéristique des échinodermes est parfaitement conservée dans l'appareil. Les dents sont actionnées par un système de tendons robustes qui permettent à certains oursins de développer une force suffisante pour briser des coquilles, voire chez certaines espèces pour broyer du corail, du sable ou même certaines roches.

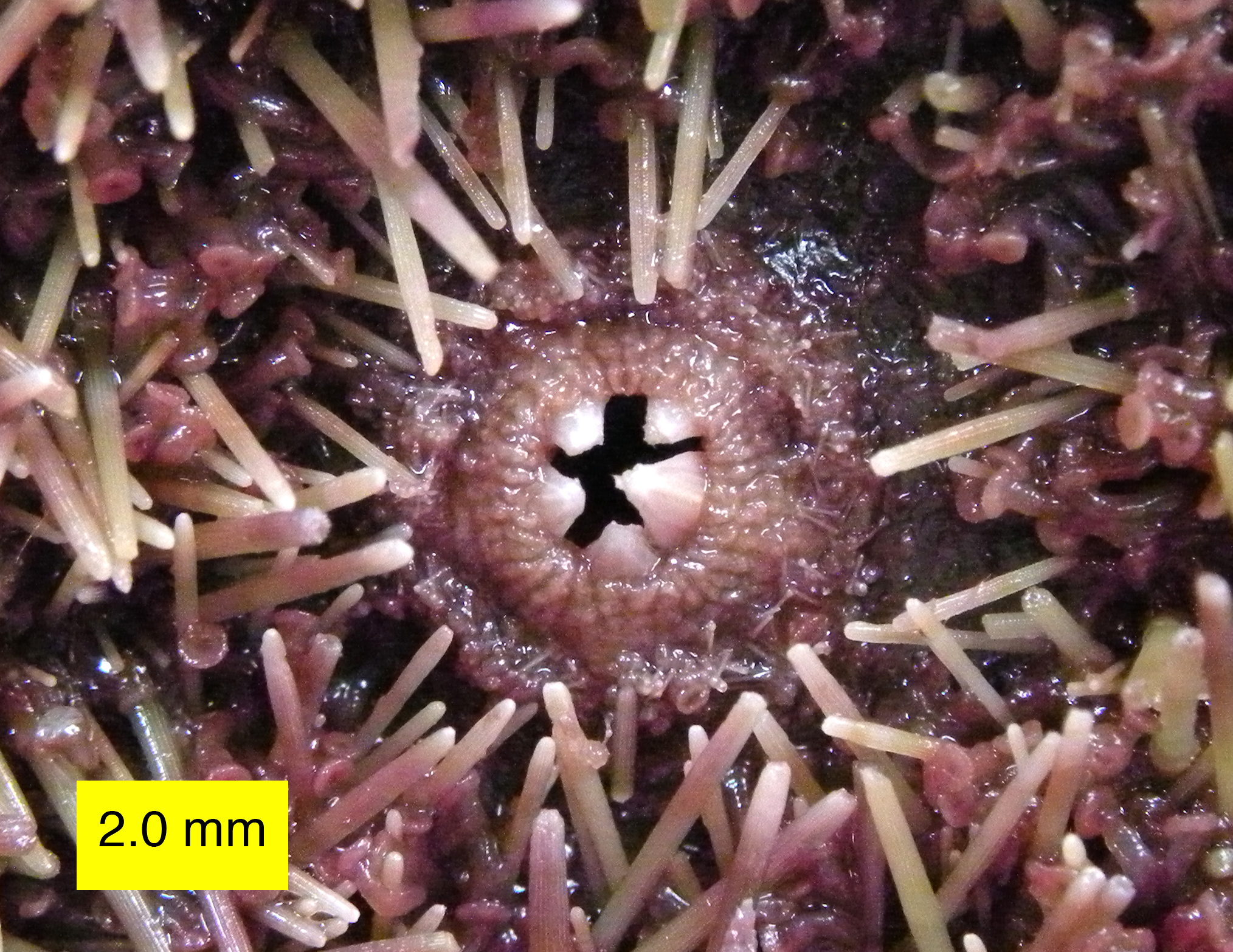
Orifice buccal d'un oursin Strongylocentrotus purpuratus.
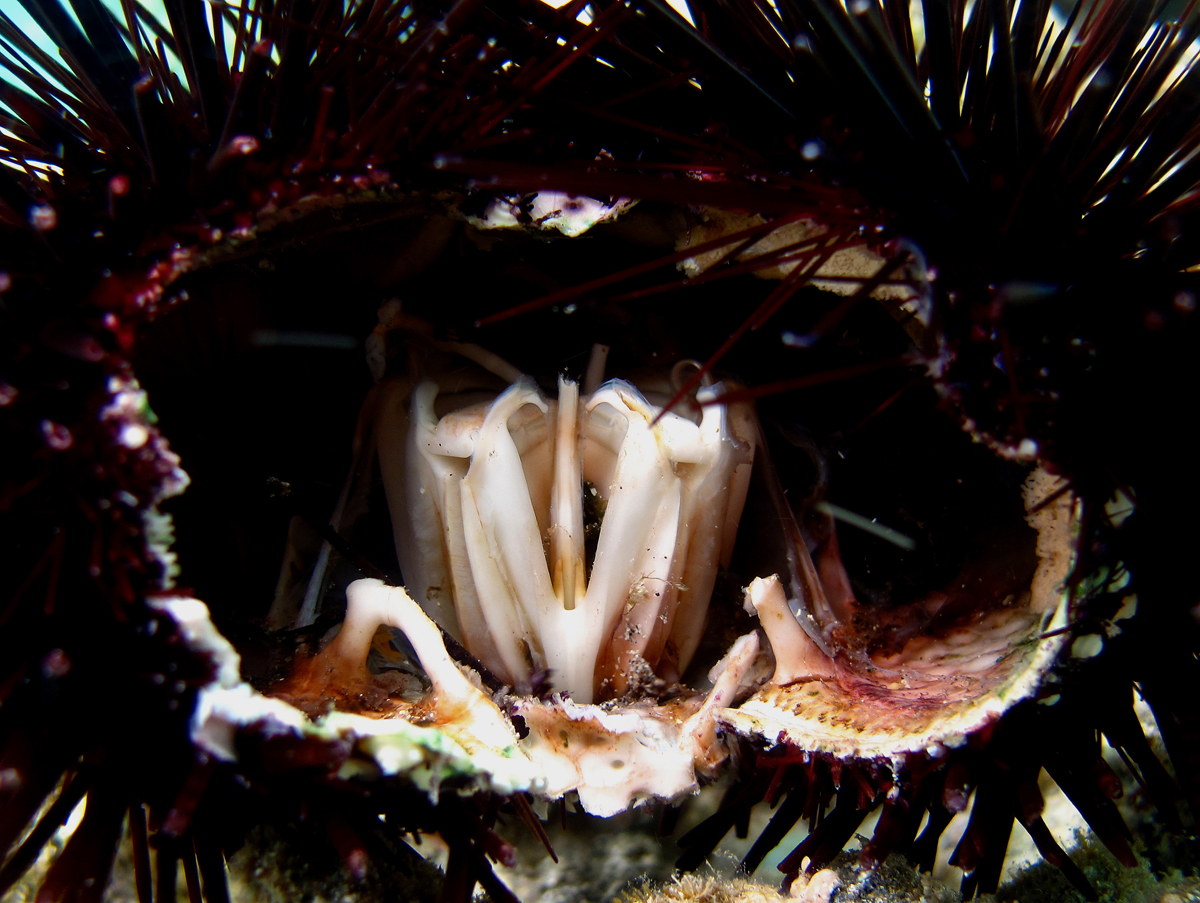
L'appareil masticateur d'un oursin vu en coupe latérale, à La Réunion.
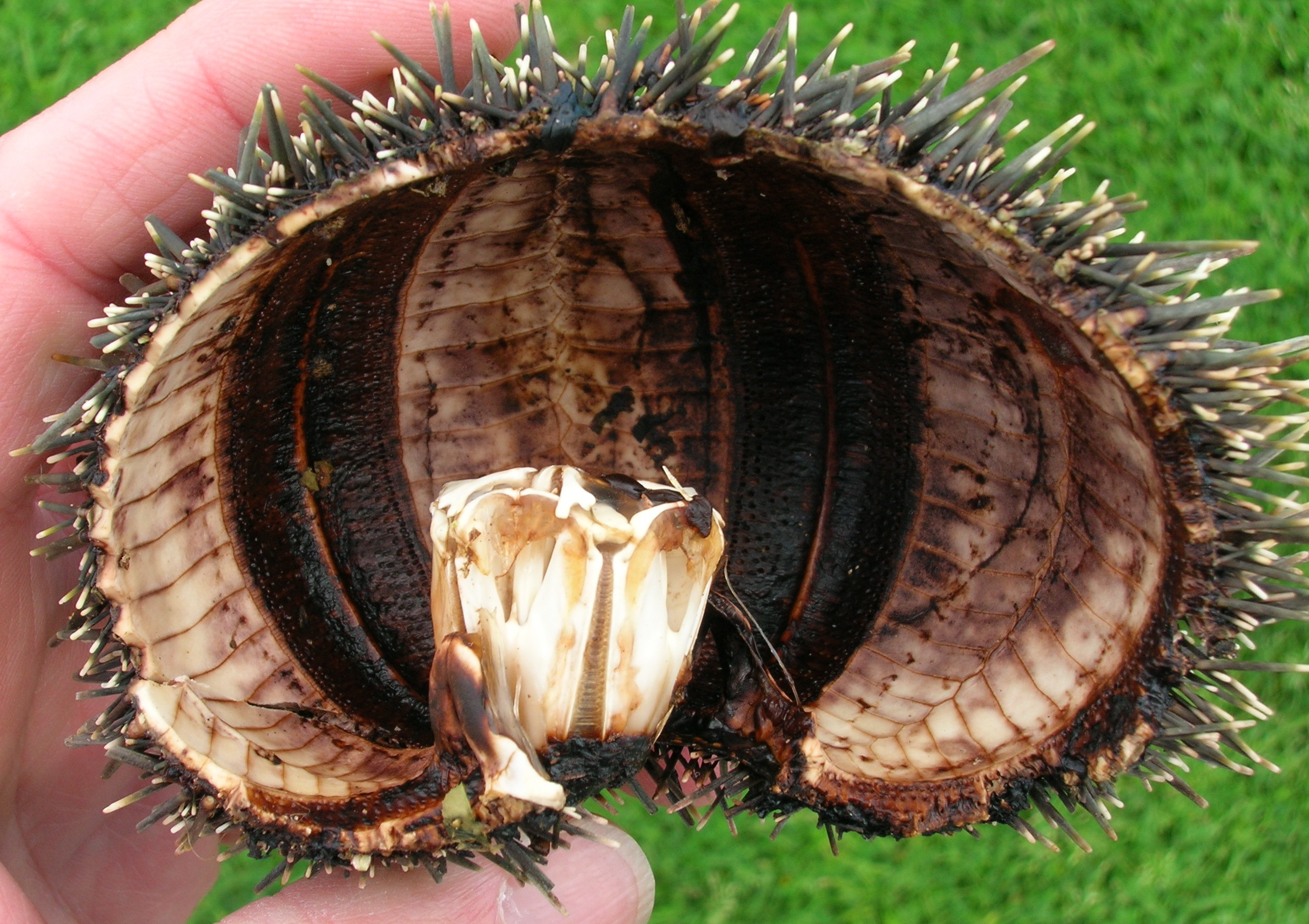
La lanterne d'Aristote vue de profil, fermée et entière, sur un oursin Kina coupé en deux (et vidé de ses organes).
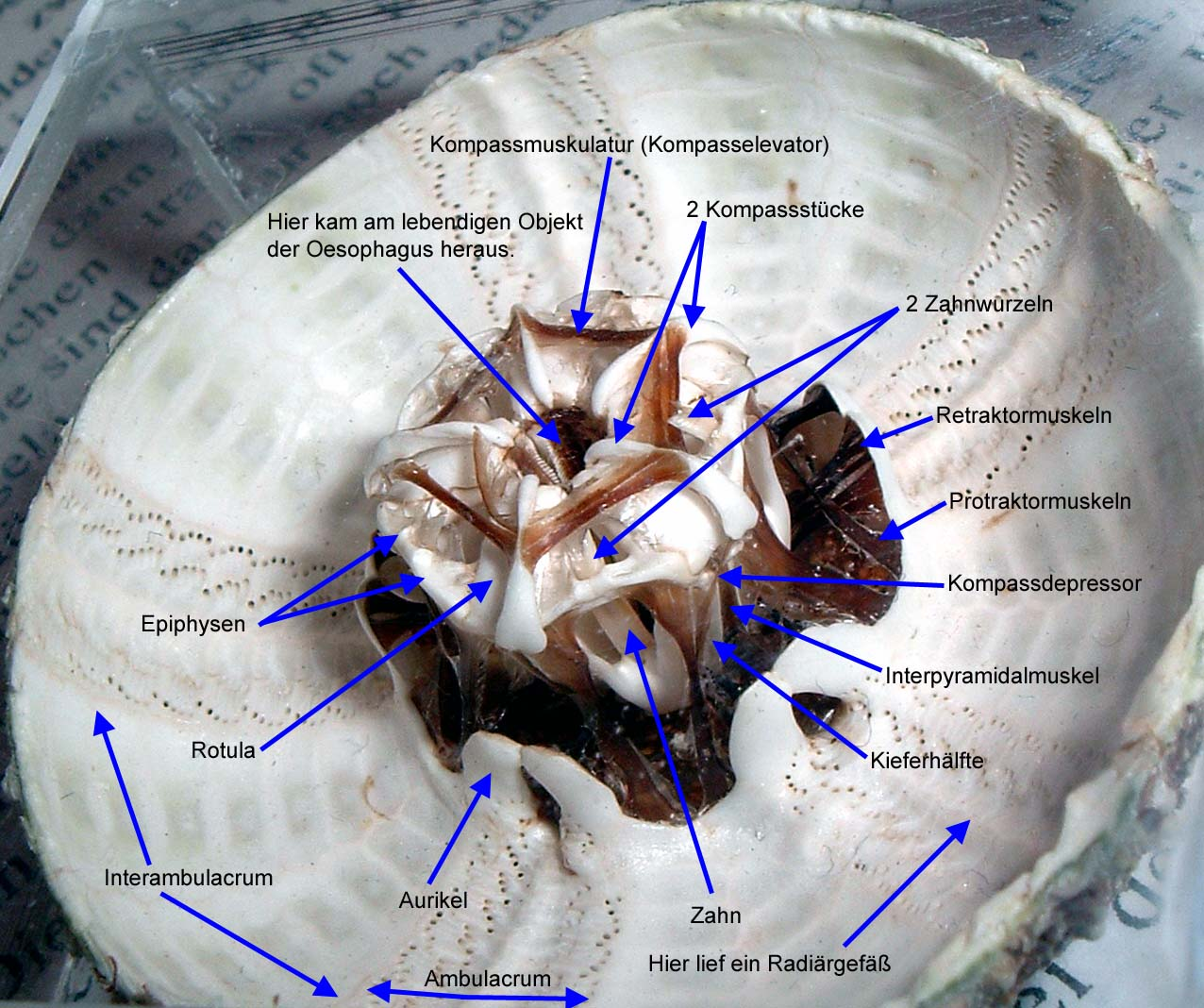
Gros plan sur une lanterne d'Aristote en vue interne, avec ses muscles et ligaments.
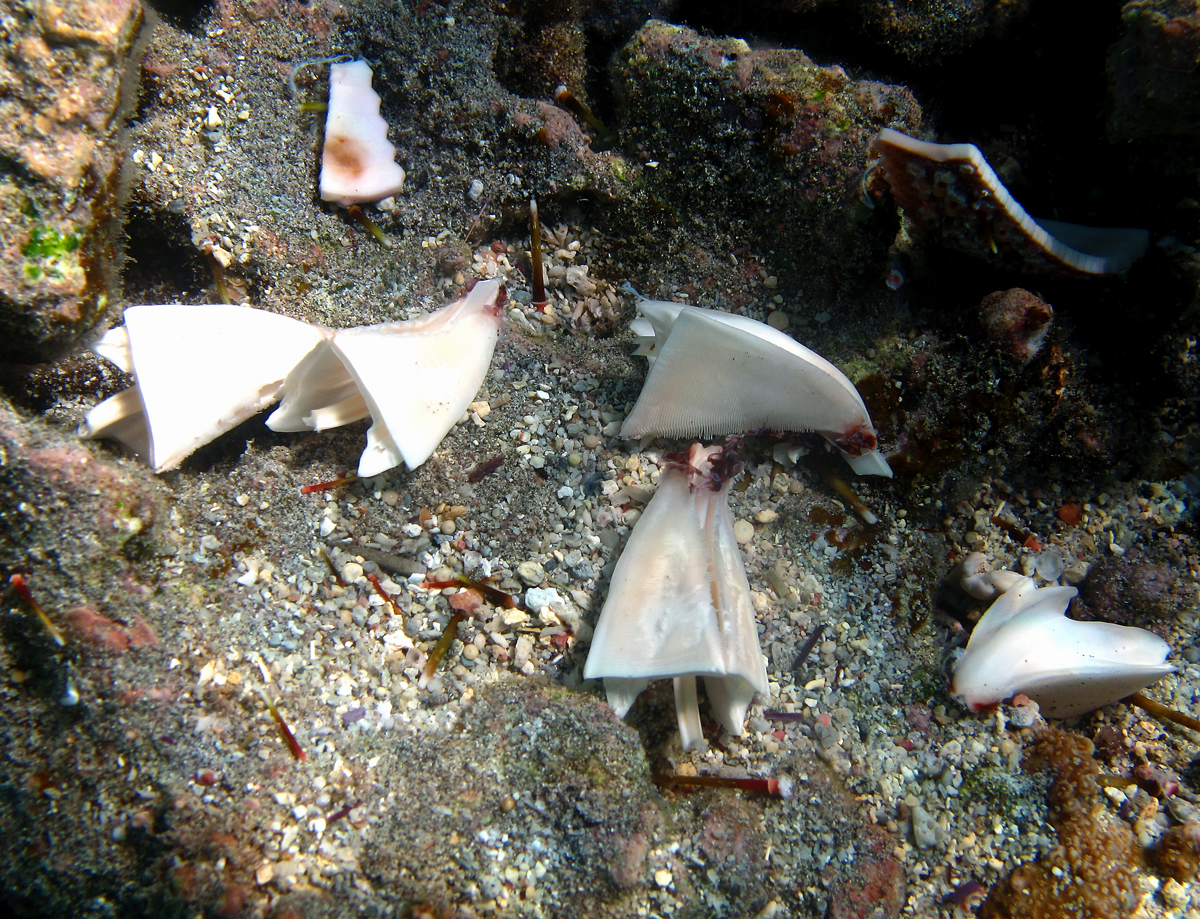
Des dents d'oursin séparées de leur lanterne.

## Évolution

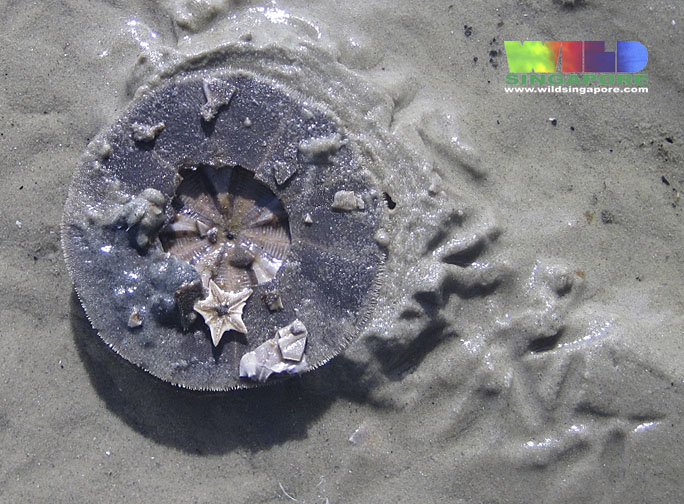
Cet Arachnoides placenta endommagé laisse échapper sa lanterne d'Aristote aplatie, typique des Clypeasteroida.

La lanterne d'Aristote n'est pas emboîtée dans le test (coquille) mais reliée à lui par une membrane tendre (le péristome). Par conséquent, elle se détache généralement pendant le processus de décomposition qui suit la mort de l'animal et n'est donc presque jamais retrouvée dans les fossiles, ce qui rend d'autant plus complexe l'établissement de son histoire évolutive.
Sur les espèces actuelles, la forme des dents est un critère distinctif pour reconnaître les différentes familles : celles-ci peuvent en effet être crénelées, en gouttière, plates ou de formes plus ou moins extravagantes. On compte généralement quatre grands types de dentitions : cidaroïde (lanterne étroite avec un faible foramen magnum, des épiphyses courtes et une section en U), aulodonte (avec un foramen magnum profond en V, des épiphyses allongées et libres et une section en U), stirodonte (proche des aulodontes mais avec des dents formant un T en section), ou camarodonte (avec un foramen magnum profond en V et des épiphyses élargies se rejoignant par-delà ce premier pour former un arc continu, avec une section en T).
Suivant leur histoire évolutive et leur mode d'alimentation, la lanterne d'Aristote s'est considérablement modifiée chez certains oursins et a même disparu totalement sur plusieurs espèces, notamment celles se nourrissant par filtrage. La plupart de celles-ci vivent enfouies dans le sable ou la vase (Spatangoida, Gnathostomata...).

## Origine du terme

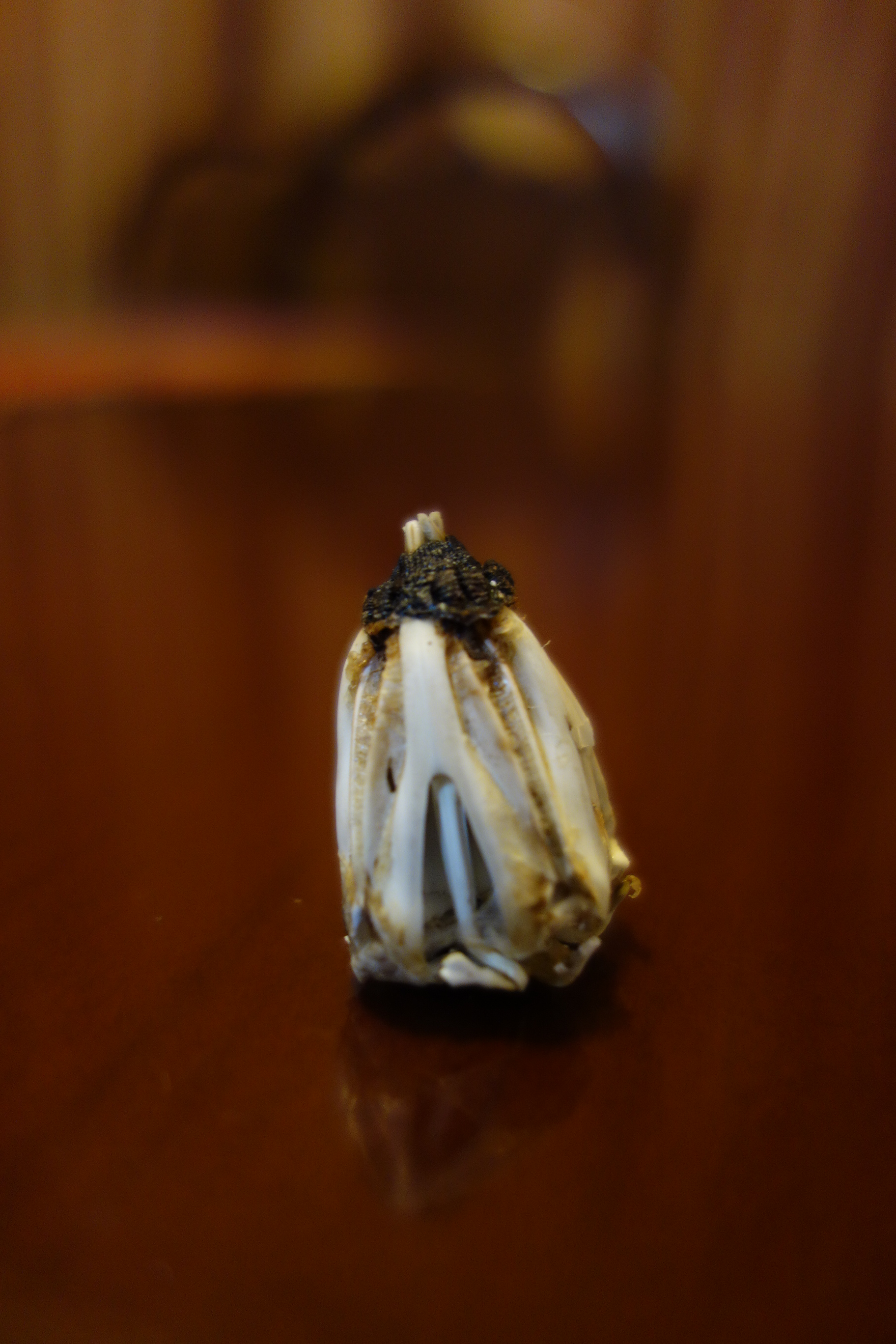
Une lanterne extraite d'un oursin.

C'est le philosophe et scientifique grec Aristote qui a fourni la plus vieille description connue de la mâchoire des oursins, dans son Histoire des animaux (vers 343 av. J.-C.), Livre IV chapitre 5 : 

« §4 Il se trouve que ce qu'on appelle la tête et la bouche sont en bas chez l'oursin, et que l'orifice par où sortent les excréments est en haut. [...] car leur nourriture étant située sous eux, la bouche est située près de ce qu'elle doit avaler, et les excréments sortent par en haut, dans la partie supérieure de la coquille.

§5 L'oursin a cinq dents, dont l'intérieur est creux ; et entre ces dents, se trouve un corps charnu qui tient lieu de langue. Vient ensuite l'œsophage ; puis, après l'œsophage, l'estomac, qui est divisé en cinq parties, et qui est plein d'excréments. [...]

§7 Tandis qu'à ses extrémités la bouche de l'oursin est parfaitement jointe, en revanche sa surface n'est pas continue, et elle ressemble plutôt à une lanterne à laquelle il manquerait la peau qui doit en recouvrir l'armature. [...]. »

Cette description relativement exacte (hormis la mention d'une langue) est demeurée une référence pendant plusieurs millénaires, de telle sorte que la métaphore est conservée par l'Encyclopédie en 1751 à l'article Oursin : 

« cet intestin va se terminer à une bouche ronde, large, & opposée au trou par où sortent les excrémens. Elle est garnie de cinq dents aiguës & visibles au bout de cinq osselets, au centre desquels est une petite langue charnue, espece de caroncule, où est cette bouche qui finit en intestin, tournant autour de la coquille, suspendue par des fibres délicates. Ces petits osselets sont liés par une membrane située au milieu de l’intestin, & forment la figure d’une lanterne. »

Les biologistes scientifiques des XVIIIe et XIXe siècles comme Cuvier prirent ensuite l'habitude de nommer cet appareil masticateur d'après la métaphore qu'en fit le philosophe : la « lanterne d'Aristote ». 
Aujourd'hui, cette expression est encore le terme canonique utilisé en biologie des échinodermes, et est traduit tel quel dans la plupart des langues (Aristotle's lantern, Linterna de Aristóteles, Laterne des Aristoteles...).
Victor Hugo dans "Les Travailleurs de la Mer" s'interroge sur l'origine du terme.

### Controverse quant à la traduction
La phrase qui contient la métaphore de la lanterne est parfois considérée comme ambiguë par les traducteurs, et certaines traductions ont proposé que la métaphore désigne en réalité tout le test de l'animal (de fait, certaines grosses espèces comme l'oursin globuleux sont utilisées pour confectionner des abat-jour).
Par exemple, en 1783 le traducteur Camus propose la traduction suivante : « Quoique les parties qui forment le corps du hérisson soient jointes vers la tête & vers la partie opposée, à voir sa surface on croiroit qu'elles n'ont aucune liaison. Il ressemble à un falot rond qui n'auroit que les côtes sans la peau qui doit les couvrir. ».

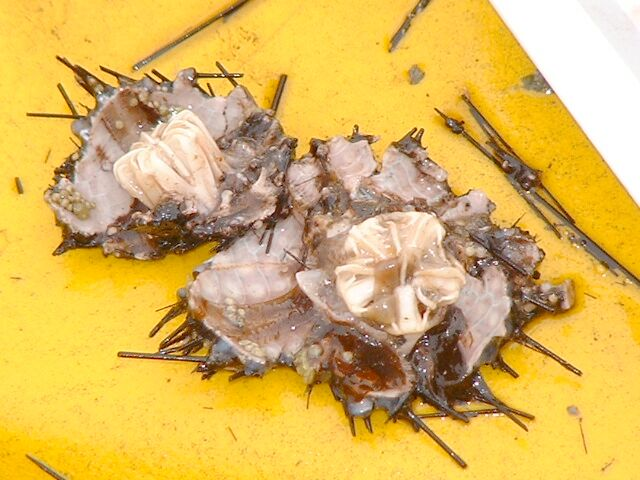
Lanternes d'Aristote d'oursins fraîchement ouverts.
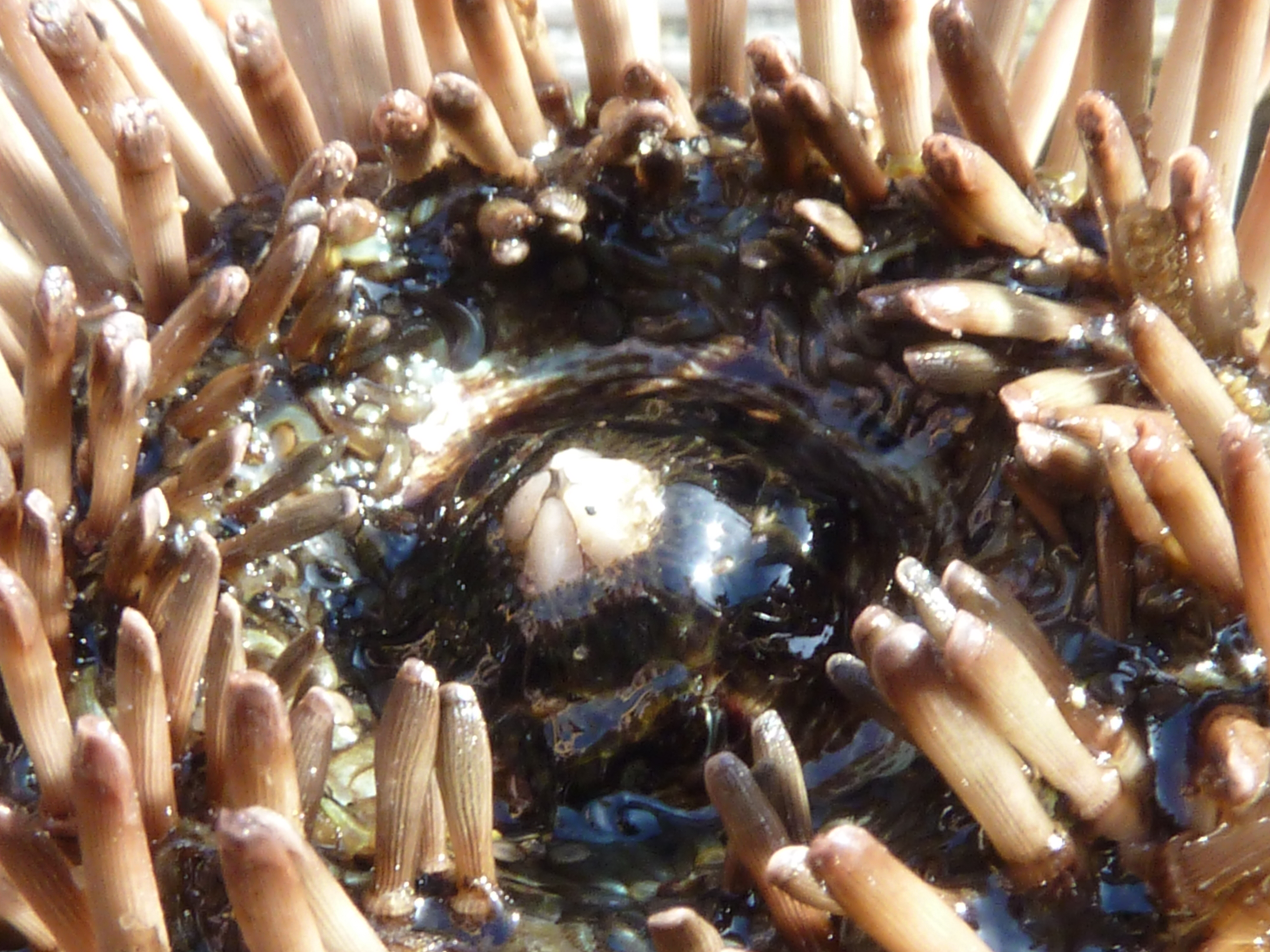
Gros plan sur le péristome et les dents d'un Arbacia punctulata.

## Technologie
Cet appareil masticateur particulièrement original et efficace est étudié par des ingénieurs, en vue d'en tirer des applications industrielles sur le modèle du biomimétisme. 

## Arts
Cet organe si perfectionné a également fasciné les artistes, comme l'écrivain Jules Michelet : 

« Fait de pièces détachées, il agit par cinq épines qui, toujours poussant d’ensemble, se soudèrent et lui firent un pic admirable pour percer. Ce pic de cinq dents du plus bel émail est porté par une charpente délicate, quoique très solide, formée de quarante pièces. Elles glissent dans une sorte de gaîne, sortent, rentrent, ont un jeu parfait. Par cette élasticité, elles évitent les chocs violents. Bien plus, elles se réparent s’il survient des accidents. »

— Jules Michelet, La Mer, 1861 (lire en ligne).